# Football League Championship
La Football League Championship, nota anche come Sky Bet Championship per motivi di sponsorizzazione, è la seconda divisione del calcio inglese; rappresenta il massimo livello della Football League, dato che la Premier League non ne fa parte.
È il campionato di seconda divisione più ricco d'Europa ed il settimo tra tutti i tornei del vecchio continente.

## Storia
La denominazione di Football League Championship venne introdotta a partire dalla stagione 2004-2005 per sostituire quella transitoria di First Division, a sua volta usata al posto di quella classica di Second Division dal 1992, anno di nascita della Premier League. 
La seconda divisione inglese fu inaugurata nel 1892, quando i membri della disciolta Football Alliance furono accolti nella Football League; in due stagioni fu portata da dodici a sedici squadre, divenute diciotto nel 1898 e venti nel 1905. In origine lo scambio con la First Division era subordinato a dei test match ma, in seguito ad accuse di combine nel 1898, fu deciso un normale meccanismo di promozione e retrocessione per due posti; per quasi mezzo secolo la formula rimase invariata, finché nel 1974 fu vivacizzata portandole a tre. L’attuale regolamento, introdotto nel 1998, prevede ventiquattro squadre e i play-off.

## Formula
La Football League Championship è un campionato a ventiquattro squadre, ognuna delle quali disputa quarantasei partite in totale. Le prime due compagini sono promosse direttamente in Premier League insieme alla vincitrice dei play-off (dalla terza alla sesta posizione); le ultime tre sono invece retrocesse direttamente in Football League One.
A parità di punteggio, le squadre sono classificate secondo i seguenti criteri:
1. differenza reti
2. numero di reti segnate
3. classifica avulsa
4. partita di spareggio

## Diritti televisivi
I diritti televisivi della Football League Championship sono attualmente posseduti da Sky Sports, mentre i momenti salienti vengono mostrati da ITV. In Australia, Fox Sports trasmette in diretta tutte le partite ogni fine settimana.
Le stazioni radio locali spesso offrono la copertura radiofonica delle squadre della loro zona in ogni incontro. La BBC Sports possiede diritti nazionali esclusivi per trasmettere gli incontri del Championship in diretta nell'intero Regno Unito; molti incontri sono commentati dalle radio locali della BBC nelle rispettive zone dei vari team, mentre alcuni titoli vengono trasmessi sulle stazioni radio nazionali. Molti incontri sono anche trasmessi on-line, sul sito della BBC. In Italia, il canale Sportitalia ha avuto l'esclusiva per trasmettere le partite e le sintesi della seconda divisione inglese tra il 2005 ed il 2012. Dalla stagione 2012-2013 l'emittente italiana ha sostituito il Championship con la Ligue 1, lasciando l'Italia senza copertura televisiva per questo campionato. Nella stagione 2015-2016 il Championship è tornato nuovamente in Italia, questa volta trasmesso da Gazzetta TV. Dopo la chiusura del canale della rosea, i diritti della competizione sono stati acquistati da Sky Sport. Nella stagione 2018-2019 il campionato torna a essere trasmesso in Italia; infatti i diritti sono stati acquistati dalla piattaforma streaming DAZN.

## Squadre
Sono 106 le squadre che hanno preso parte ad almeno uno dei 121 campionati inglesi di seconda divisione (Second Division, First Division e Football League Championship) disputati dal 1892 ad oggi, anche se nessuno di essi ha preso parte a tutte le edizioni del torneo.
Dal 1915 al 1919 e, di nuovo, dal 1939 al 1946 il campionato venne sospeso a causa della prima guerra mondiale e della seconda guerra mondiale.
Vengono segnate in grassetto le squadre che hanno preso parte all'edizione 2024-2025.
- 78:  Barnsley
- 65:  Hull City
- 64:  Leicester City
- 61:  Birmingham City
- 58:  Bristol City,  Nottingham Forest
- 56:  Derby County,  Fulham
- 53:  Middlesbrough,  Preston N.E.
- 52:  Blackpool,  Cardiff City,  Grimsby Town
- 50:  Wolverhampton
- 49:  Blackburn Rovers,  Millwall,  Stoke City
- 48:  Burnley,  Sheffield Utd
- 47:  Charlton
- 46:  Sheffield Weds
- 45:  Swansea City
- 44:  West Bromwich
- 43:  Huddersfield Town,  Norwich City
- 42:  Leeds Utd,  Plymouth,  Portsmouth
- 41:  Leyton Orient,   Port Vale,  Southampton
- 39:  Bury,  Ipswich Town,  Luton Town
- 37:  Crystal Palace,  Notts County,  QPR
- 36:  Oldham Athletic
- 35:  Coventry City
- 34:  Bolton,  Lincoln City,  Watford
- 33:  Sunderland
- 32:  West Ham Utd
- 30:  Rotherham Utd
- 29:  Bradford City,  Reading
- 28:  Newcastle Utd
- 26:  Stockport County
- 25:  Manchester City
- 24:  Brighton
- 22:  Bradford PA,  Manchester Utd
- 20:  Chesterfield,  Oxford Utd
- 19:  Bristol Rovers,  Chelsea,  Doncaster
- 18:  Swindon Town
- 17:  Brentford
- 16:  Gainsborough Trinity,  Glossop,  Tottenham
- 15:  Carlisle Utd,  Walsall
- 13:  Arsenal
- 12:  Aston Villa,  Crewe Alexandra
- 11:  Liverpool,  Tranmere
- 10:  Leeds City,  Shrewsbury Town
- 9:   Burton Swifts,  Scunthorpe Utd,  South Shields
- 8:  Cambridge Utd,  Wigan
- 7:  Bournemouth,  Southend Utd
- 6:  Burton United,  Darwen,  Peterborough Utd,  Wimbledon FC
- 5:  Gillingham,  Loughborough,  Wrexham
- 4:  Everton,  Rotherham County
- 3:  Burton Wanderers,  New Brighton Tower,  Northampton Town,  Rotherham Town
- 2:  Burton Albion,  Colchester Utd,  Darlington,  Northwich Victoria,  York City
- 1:  Bootle,  Hereford Utd,  Mansfield Town,  Middlesbrough Ironopolis,  MK Dons,  Nelson FC,  Newport County,  Wycombe,  Yeovil Town

## Stagione 2025-2026
| Squadra          | Città              | Stadio                          | Allenatore         | Stagione 2024-2025                          |
| ---------------- | ------------------ | ------------------------------- | ------------------ | ------------------------------------------- |
| Birmingham City  | Birmingham         | St Andrew's                     | Chris Davies       | 1º in League One, promossa                  |
| Blackburn Rovers | Blackburn          | Ewood Park                      | Valérien Ismaël    | 7º in Football League Championship          |
| Bristol City     | Bristol            | Ashton Gate Stadium             | Gerhard Struber    | 6º in Football League Championship          |
| Charlton         | Londra (Charlton)  | The Valley                      | Nathan Jones       | 4º in League One, promossa dopo il play-off |
| Coventry City    | Coventry           | Coventry Building Society Arena | Frank Lampard      | 5º in Football League Championship          |
| Derby County     | Derby              | Pride Park Stadium              | John Eustace       | 19º in Football League Championship         |
| Hull City        | Kingston-upon-Hull | MKM Stadium                     | Rubén Sellés       | 21º in Football League Championship         |
| Ipswich Town     | Ipswich            | Portman Road                    | Kieran McKenna     | 17º in Premier League, retrocessa           |
| Leicester City   | Leicester          | Leicester City Stadium          | TBA                | 18º in Premier League, retrocessa           |
| Middlesbrough    | Middlesbrough      | Riverside Stadium               | Rob Edwards        | 10º in Football League Championship         |
| Millwall         | Londra             | The Den                         | Alex Neil          | 8º in Football League Championship          |
| Norwich City     | Norwich            | Carrow Road                     | Liam Manning       | 13º in Football League Championship         |
| Oxford Utd       | Oxford             | Kassam Stadium                  | Gary Rowett        | 17º in Football League Championship         |
| Portsmouth       | Portsmouth         | Fratton Park                    | John Mousinho      | 16º in Football League Championship         |
| Preston N.E.     | Preston            | Deepdale                        | Paul Heckingbottom | 20º in Football League Championship         |
| QPR              | Londra             | Loftus Road                     | Julien Stéphan     | 15º in Football League Championship         |
| Sheffield Utd    | Sheffield          | Bramall Lane                    | Rubén Sellés       | 3º in Football League Championship          |
| Sheffield Weds   | Sheffield          | Hillsborough Stadium            | Danny Röhl         | 12º in Football League Championship         |
| Southampton      | Southampton        | St Mary's                       | William Still      | 20º in Premier League, retrocessa           |
| Stoke City       | Stoke-on-Trent     | Bet365 Stadium                  | Mark Robins        | 18º in Football League Championship         |
| Swansea City     | Swansea            | Liberty Stadium                 | Alan Sheehan       | 11º in Football League Championship         |
| Watford          | Watford            | Vicarage Road                   | Paulo Pezzolano    | 14º in Football League Championship         |
| West Bromwich    | West Bromwich      | The Hawthorns                   | Ryan Mason         | 9º in Football League Championship          |
| Wrexham          | Wrexham            | Racecourse Ground               | Phil Parkinson     | 2º in League One, promossa                  |

## Albo d'oro
| Stagione  | Primo classificato | Secondo classificato | Vincitore dei play-off (posizione) | Capocannoniere                                |
| --------- | ------------------ | -------------------- | ---------------------------------- | --------------------------------------------- |
| 2004-2005 | Sunderland         | Wigan                | West Ham Utd (6°)                  | Nathan Ellington (Wigan Athletic)             |
| 2005-2006 | Reading            | Sheffield Utd        | Watford (3°)                       | Marlon King (Watford)                         |
| 2006-2007 | Sunderland         | Birmingham City      | Derby County (3°)                  | Jamie Cureton (Colchester United)             |
| 2007-2008 | West Bromwich      | Stoke City           | Hull City (3°)                     | Sylvan Ebanks-Blake (Wolverhampton Wanderers) |
| 2008-2009 | Wolverhampton      | Birmingham City      | Burnley (5°)                       | Sylvan Ebanks-Blake (Wolverhampton Wanderers) |
| 2009-2010 | Newcastle Utd      | West Bromwich        | Blackpool (6°)                     | Peter Whittingham (Cardiff City)              |
| 2010-2011 | QPR                | Norwich City         | Swansea City (3°)                  | Danny Graham (Watford)                        |
| 2011-2012 | Reading            | Southampton          | West Ham Utd (3°)                  | Rickie Lambert (Southampton)                  |
| 2012-2013 | Cardiff City       | Hull City            | Crystal Palace (5°)                | Glenn Murray (Crystal Palace)                 |
| 2013-2014 | Leicester City     | Burnley              | QPR (4°)                           | Ross McCormack (Leeds United)                 |
| 2014-2015 | Bournemouth        | Watford              | Norwich City (3°)                  | Daryl Murphy (Ipswich Town)                   |
| 2015-2016 | Burnley            | Middlesbrough        | Hull City (4°)                     | Andre Gray (Burnley)                          |
| 2016-2017 | Newcastle Utd      | Brighton             | Huddersfield Town (5°)             | Chris Wood (Leeds United)                     |
| 2017-2018 | Wolverhampton      | Cardiff City         | Fulham (3°)                        | Matěj Vydra (Derby County)                    |
| 2018-2019 | Norwich City       | Sheffield Utd        | Aston Villa (5°)                   | Teemu Pukki (Norwich City)                    |
| 2019-2020 | Leeds Utd          | West Bromwich        | Fulham (4°)                        | Aleksandar Mitrović (Fulham)                  |
| 2020-2021 | Norwich City       | Watford              | Brentford (3°)                     | Ivan Toney (Brentford)                        |
| 2021-2022 | Fulham             | Bournemouth          | Nottingham Forest (4°)             | Aleksandar Mitrović (Fulham)                  |
| 2022-2023 | Burnley            | Sheffield Utd        | Luton Town (3°)                    | Chuba Akpom (Middlesbrough)                   |
| 2023-2024 | Leicester City     | Ipswich Town         | Southampton (4°)                   | Samuel Szmodics (Blackburn Rovers)            |
| 2024-2025 | Leeds Utd          | Burnley              | Sunderland (4°)                    | Joël Piroe (Leeds United)                     |

Vittorie per squadra (a partire dalla stagione 2004-2005)
| Squadra        | Vittorie | Stagione             |
| -------------- | -------- | -------------------- |
| Sunderland     | 2        | 2004-2005, 2006-2007 |
| Reading        | 2        | 2005-2006, 2011-2012 |
| Wolverhampton  | 2        | 2008-2009, 2017-2018 |
| Newcastle Utd  | 2        | 2009-2010, 2016-2017 |
| Norwich City   | 2        | 2018-2019, 2020-2021 |
| Burnley        | 2        | 2015-2016, 2022-2023 |
| Leicester City | 2        | 2013-2014, 2023-2024 |
| Leeds Utd      | 2        | 2019-2020, 2024-2025 |
| West Bromwich  | 1        | 2007-2008            |
| QPR            | 1        | 2010-2011            |
| Cardiff City   | 1        | 2012-2013            |
| Bournemouth    | 1        | 2014-2015            |
| Fulham         | 1        | 2021-2022            |